# Johann Maras
Johann Maras (* 8. November 1892 in Wien; † 5. Dezember 1944 ebenda) war ein österreichischer Schaffner und Widerstandskämpfer gegen das NS-Regime. Er wurde von der NS-Justiz zum Tode verurteilt und im Wiener Landesgericht geköpft.

## Leben
Der Straßenbahnangestellte und Schaffner Maras befand sich von 17. November bis 23. Dezember 1939 wegen „Vergehens nach dem Heimtückegesetz“ in Haft. Er wurde von der Gestapo im Rahmen einer Aktion gegen die Wiener KPÖ-Leitung im Oktober 1943 festgenommen, am 25. Oktober 1944 vom Volksgerichtshof  wegen „Vorbereitung zum Hochverrat“ zum Tode verurteilt und am 5. Dezember desselben Jahres im Wiener Landesgericht mit dem Fallbeil hingerichtet.

## Gedenken
Sein Name findet sich auf zwei Gedenktafeln für Widerstandskämpfer gegen den Nationalsozialismus:
- im ehemaligen Hinrichtungsraum des Wiener Landesgerichts, sowie[1]
- am Betriebsbahnhof Favoriten der Wiener Verkehrsbetriebe (Gudrunstraße 153–159).[2]

## Quelle
- Dokumentationsarchiv des Österreichischen Widerstandes, Nicht mehr anonym: Johann Maras, mit Fotos der Erkennungsdienstlichen Kartei der Gestapo Wien, abgerufen am 10. Februar 2015

## Nachweise
1. ↑  Nachkriegsjustiz, abgerufen am 10. Februar 2015
2. ↑  Antifaschistische Denkmäler und Gedenkstätten. In: dasrotewien.at – Weblexikon der Wiener Sozialdemokratie. SPÖ Wien (Hrsg.), abgerufen am 29. März 2015

| Personendaten    | Personendaten                                                                   |
| ---------------- | ------------------------------------------------------------------------------- |
| NAME             | Maras, Johann                                                                   |
| KURZBESCHREIBUNG | österreichischer Schaffner und Widerstandskämpfer gegen den Nationalsozialismus |
| GEBURTSDATUM     | 8. November 1892                                                                |
| GEBURTSORT       | Wien                                                                            |
| STERBEDATUM      | 5. Dezember 1944                                                                |
| STERBEORT        | Wien                                                                            |